# 165 (число)
165 (Сто шістдеся́т п'ять) — натуральне число між  164 та  166.

## У математиці
- 165 — є непарним складеним тризначним числом.
- 9-те  тетраедричне число.
- Сума цифр числі 165 — 12
- Добуток цифр цього числа — 30
- Квадрат числа 165 — 27 225

## В інших галузях
- 165 рік.
- 165 до н. е.
- NGC 165 — галактика в сузір'ї Кит.
- 165-й меридіан східної довготи.